# Giovanni De Gennaro
Giovanni De Gennaro (Brescia, 21 de julho de 1992) é um canoísta italiano.

## Carreira
De Gennaro ganhou três medalhas no Campeonato Mundial de Canoagem Slalom da ICF, com uma de ouro (equipe K1: 2013), uma de prata (K1: 2022) e uma de bronze (equipe K1: 2011). Ele também ganhou quatro medalhas (1 de ouro, 2 de prata e 1 de bronze) no Campeonato Europeu.
De Gennaro competiu em três Jogos Olímpicos. Em sua primeira participação olímpica, ele terminou em 7º no evento K1 nas Olimpíadas de Verão de 2016 no Rio de Janeiro. Ele então terminou em 14º no evento K1 nas Olimpíadas de Verão de 2020 em Tóquio, após ser eliminado na semifinal. Nos Jogos Olímpicos de Verão de 2024, em Paris, conquistou a medalha de ouro na competição do slalom K-1 masculino.